# Елкхорн (Калифорнија)
Елкхорн (енгл. Elkhorn) насељено је место без административног статуса у америчкој савезној држави Калифорнија.

## Демографија
По попису из 2010. године број становника је 1.565, што је 26 (-1,6%) становника мање него 2000. године.
| Група             | 2000.         | 2010.       |
| Белци             | 1.015 (63,8%) | 859 (54,9%) |
| Афроамериканци    | 16 (1,0%)     | 9 (0,6%)    |
| Азијати           | 61 (3,8%)     | 63 (4,0%)   |
| Хиспаноамериканци | 444 (27,9%)   | 588 (37,6%) |
| Укупно            | 1.591         | 1.565       |